# Riekophion emandibulator
Riekophion emandibulator är en stekelart som först beskrevs av Morley 1912.  Riekophion emandibulator ingår i släktet Riekophion och familjen brokparasitsteklar. Inga underarter finns listade i Catalogue of Life.